# Мустафа Мадбули
Мустафа Камал Мадбули (арап. مصطفى كمال مدبولى; 28. април 1966) египатски је политичар који од 2018. године обавља функцију премијера Египта. Претходно је пет година био министар становања.